# Stadtbücherei Wedel
Die Stadtbücherei Wedel ist die öffentliche Bibliothek der Stadt Wedel (Schleswig-Holstein). In unmittelbarer Nähe von Wedeler Rathaus und S-Bahnhof Wedel gelegen, versorgt sie die Bewohner von Stadt und Umland mit Büchern und anderen Medien, macht medienpädagogische Angebote und führt kulturelle Veranstaltungen durch. Darüber hinaus betreibt sie in Zusammenarbeit mit den beteiligten Schulen drei Schulbibliotheken.
Das Team der Stadtbücherei Wedel umfasst zwölf Fachkräfte, die 35 Öffnungsstunden an fünf Wochentagen gewährleisten. Die Bücherei verfügt über einen Bestand von 66.790 Medien und kommt damit bei 6173 aktiven Nutzern im Jahr auf 264.342 Entleihungen, also knapp vier Entleihungen pro Medieneinheit (Stand 2019).

## Geschichte
Die Stadtbücherei Wedel geht auf die 1906 gegründete Volksbibliothek zurück, die aufgrund eines Vertrags mit der Stadt nebenamtlich von einem Schulrektor im Flur seiner Dienstwohnung betrieben wurde. Im Jahre 1968 bekam die Stadtbücherei Wedel erstmals eine hauptamtliche Leitung. 1971 schloss die Stadt Wedel einen Büchereivertrag mit dem Land Schleswig-Holstein und dem Kreis Pinneberg ab, der fachliche Standards und Zuschüsse von Land und Kreis regelt. 1999 erfolgte der Umzug in die heutigen Räumlichkeiten, die vorher einen Supermarkt beherbergten.